# Józefówka (hromada Berezowica Wielka)
Józefówka (ukr. Йосипівка) – wieś na Ukrainie, w  obwodzie tarnopolskim, w rejonie tarnopolskim.